# 大山徹也
大山 徹也（おおやま てつや、1974年7月1日 - ）は、日本の音楽プロデューサー、ベーシスト、作曲家、編曲家。静岡県浜松市出身。

## 略歴
1998年、バンド・PooLとして日本コロムビアからメジャーデビュー。シングル5枚・アルバム2枚をリリースするものの2000年に解散。以降、aikoを始めとするサポートベーシスト等、プレイヤーとして活躍しながら、
メジャーアーティストから劇伴、コマーシャルソングまで多数の楽曲の作編曲やプロデュース等、音楽制作を行っている。
近年はニコニコ動画関係、アニメ等での音楽ディレクターとしてCD制作やイベントディレクターとしての活動、自己のユニットさとこと月でのアンダーグラウンドシーンでの活動まで、その内容は幅広い。

## プロデュース＆ディレクション及び楽曲アレンジ参加作品等
- SPLATOON LIVE IN MAKUHARI
- SPLATOON2 Wet Floor Incoming!
- SPLATOON2 octotune×ハイカライブ
- Nintendo Switch 体験会 2017 スペシャルロックバンド
- 小林幸子 コミケ86頒布用「さちさちにしてあげる♪」
- 小林幸子 コミケ88頒布用「さちへんげ」
- 小林幸子 イチマディン2019〜永遠に…
- The Super Ball
- 中河内雅貴
- 古川雄大
- 中河内雅貴
- ロマンスターズ
- ココア男「PUREMIUMCOCOA」
- 佐々木喜英「SPARK」
- Lead「Load」
- 劇場版ポケットモンスター ダイヤモンド&パール 幻影の覇者 ゾロアーク ミュージックコレクション「サイコー・エブリデイ!（BAND VERSION）」
- ヒメヒナ[1]

## ベーシストとして関わった参加アーティスト等
- THE IDOLM@STER
- やなわらばー
- aiko
- タケカワユキヒデ
- ミドリカワ書房
- ザ・ベイビースターズ
- 五人一首
- 加藤和樹
- 武川アイ
- 花少年バディーズ
- 吉田仁美
- the generous
- 仲村瑠璃亜
- 富樫美鈴
- 原知宏
- 磯崎健史
- 水越けいこ
- whoppr
- 吉田匠
- あきよしふみえ

他多数REC/LIVE参加。アニメ、ゲームソング等も多数。
- キッズステーション「ピポンザABC!!」番組音楽制作
- キッズステーション「ABCブロッコリ!」番組音楽制作
- 石の降る丘 映画主題歌、劇伴音楽制作
- ショウワノート CM音楽制作